# Уолш, Терри
Теренс Артур (Терри) Уолш (англ. Terence (Terry) Arthur Walsh, 20 ноября 1953, Калгурли, Австралия) — австралийский хоккеист (хоккей на траве), нападающий, тренер. Серебряный призёр летних Олимпийских игр 1976 года в качестве игрока, серебряный призёр летних Олимпийских игр 2004 года и бронзовый призёр летних Олимпийских игр 2000 года в качестве тренера.

## Биография
Терри Уолш родился 20 ноября 1953 года в австралийском городе Калгурли.
В 1976 году вошёл в состав сборной Австралии по хоккею на траве на летних Олимпийских играх в Монреале и завоевал серебряную медаль. Играл на позиции нападающего, провёл 8 матчей, забил 1 мяч в ворота сборной Канады.
В 1984 году вошёл в состав сборной Австралии по хоккею на траве на летних Олимпийских играх в Лос-Анджелесе, занявшей 4-е место. Играл в поле, провёл 7 матчей, забил 8 мячей (четыре в ворота сборной Малайзии, два — Индии, по одному — Испании и ФРГ).
По окончании игровой карьеры стал тренером. В 90-х годах тренировал мужскую сборную Австралии, привёл её к золотым медалям Игр Содружества 1998 года и Трофея чемпионов 1999 года, бронзовым медалям летних Олимпийских игр 2000 года.
В 2004 году завоевал с мужской сборной Нидерландов серебро летних Олимпийских игр в Афинах.
В 2013—2014 годах тренировал мужскую сборную Индии, с которой завоевал первое за 16 лет золото на летних Азиатских играх в Инчхоне.
В 2014 году возглавил индийскую команду «Калинга Лансерс».